# Krystian Żymełka
Krystian Kazimierz Andrzej Żymełka (ur. 1946 w Rybniku) – magisterr inżynier elektryk-automatyk (1970, Wydział Automatyki Politechniki Śląskiej, specjalność Systemy Kompleksowego Sterowania), doktor nauk technicznych - informatyka (1987, Wydział Automatyki, Elektroniki i Informatyki Politechniki Śląskiej).

## Praca
W latach 1970–2005 pracownik naukowy Zakładów Konstrukcyjno-Mechanizacyjnych Przemysłu Węglowego, Ośrodka Badawczo-Rozwojowego Systemów Mechanizacji, Elektrotechniki i Automatyki Górniczej SMEAG, Centrum Naukowo-Produkcyjnego Elektrotechniki i Automatyki Górniczej EMAG, Centrum Elektryfikacji i Automatyzacji Górnictwa EMAG oraz Instytutu Systemów Sterowania.

## Obszar działania
Komputerowe systemy monitorowania przebiegu procesu technologicznego i stanu bezpieczeństwa oraz systemy sterowania PLC.
Autor i współautor 12 patentów oraz ponad 70 publikacji z tego zakresu.

## Najważniejsze konstrukcje
Współkonstruktor urządzenia sprzężenia maszyny cyfrowej z obiektem przemysłowym UZO-4 (1972 - prototyp).
Konstruktor minikomputera MKJ-28 (1973 – prototyp)/ SMC-3 (1974/1977 - seria informacyjna)/ PRS-4 (1978/1987 – produkcja seryjna), w pełni zgodnego logicznie z minikomputerami HP2100 firmy Hewlett Packard. Minikomputer umożliwił informatyzację dyspozytorni polskich kopalni węgla kamiennego.
Autor systemu dyspozytorskiego MSD-80, bazującego na minikomputerze PRS-4 i współautor jego modułów: CMC1/2, HADES, SAK i SYLOK.
Współautor systemu kontroli parametrów produkcji i stanu bezpieczeństwa kopalni mikroHADES i dynamicznej tablicy synoptycznej DTS-1.
Autor koncepcji wizualizacji przebiegu procesu technologicznego i stanu bezpieczeństwa kopalni w warunkach niepełnej informacji o stanie kontrolowanego obiektu oraz projekcyjnej tablicy synoptycznej PTS-1.

## Najważniejsze wyróżnienia
- Młody Mistrz Techniki wraz z Anną Dec, Tadeuszem Kwiatkiem i Jerzym Pilchem-Kowalczykiem (1972 za udział w opracowaniu urządzenia sprzężenia maszyny cyfrowej z obiektem przemysłowym UZO-4)

- Nagroda Sekretarza Naukowego Polskiej Akademii Nauk (1979 za projekt i model komputerowego systemu konwersacyjnego dla analitycznych prac koncepcyjnych)